# Kasteel van Cardona
Het Castell de Cardona of Kasteel van Cardona is een middeleeuwse versterkte burcht en de wieg van de stad Cardona (Bages), in de vallei van de Cardener ten noorden van Barcelona in Catalonië (Spanje). Alhoewel het gebouw in de loop der tijden voortdurend werd aangepast aan de nieuwe militaire technieken, bevat het nog belangrijke romaanse en gotische elementen.

## Geschiedenis
In Cardona bevond zich een belangrijke zoutmijn en die was de grond van de rijkdom en de macht van de heren en later hertogen van Cardona. Een eerste vermelding van een versterking dateert uit 798 wanneer Lodewijk de Vrome de opdracht geeft een versterking, vermoedelijk een primitieve Iberische burcht uit de vierde eeuw die door de Saracenen werd verwoest weer op te bouwen, als een voorpost ter voorbereiding van de herovering van Barcelona. In 826 werd de versterking verlaten tot Wifried I op het einde van de negende eeuw begon met de bouw van een burcht om zijn belangen te verdedigen, bovenop ter bescherming van de handelsweg naar Solsona. Op dit moment ontstaat ook aan de voet van het kasteel, bij de oevers van de Cardener, de toekomstige stad Cardona.
Folc I was de eerste burggraaf die zich definitief in het kasteel vestigde en van dan af de naam van Cardona begon te dragen. De burcht werd voortdurend verbouwd en uitgebreid, als een antwoord op de aanvallen en de vooruitgang in de militaire architectuur. De Torre de la Minyona uit de elfde eeuw is een van de oudste vrij goed bewaarde elementen.
In de zeventiende eeuw heeft de Generalitat het andermaal grondig herbouwd, tot het tijdens de successieoorlog in het begin van de achttiende eeuw weer grondig vernield werd. In 1714 was het laatste oord van verzet dat viel, voor Catalonië geannexeerd werd en Filips V twee jaar later de Catalaanse instellingen afschafte en met de Decretos de Nueva Planta het Catalaans als officiële taal verbood. Het kasteel werd weer opgebouwd en in de negentiende eeuw tot een kazerne omgebouwd, waarbij er in de slotkerk verdiepingen ingebouwd werden om meer soldaten te kunnen huisvesten.

## Vandaag
in 1976 werd het kasteel omgebouwd tot parador. In 2010 werd het het eerste van een reeks paradors-museums van Catalonië, als een buitenpost van het Historisch Museum van Catalonië in Barcelona.
Het kasteel heeft een grote symbolische waarde voor de Catalaanse beweging, als laatste plek in het verzet tegen de Castiliaanse overheersing en annexatie.

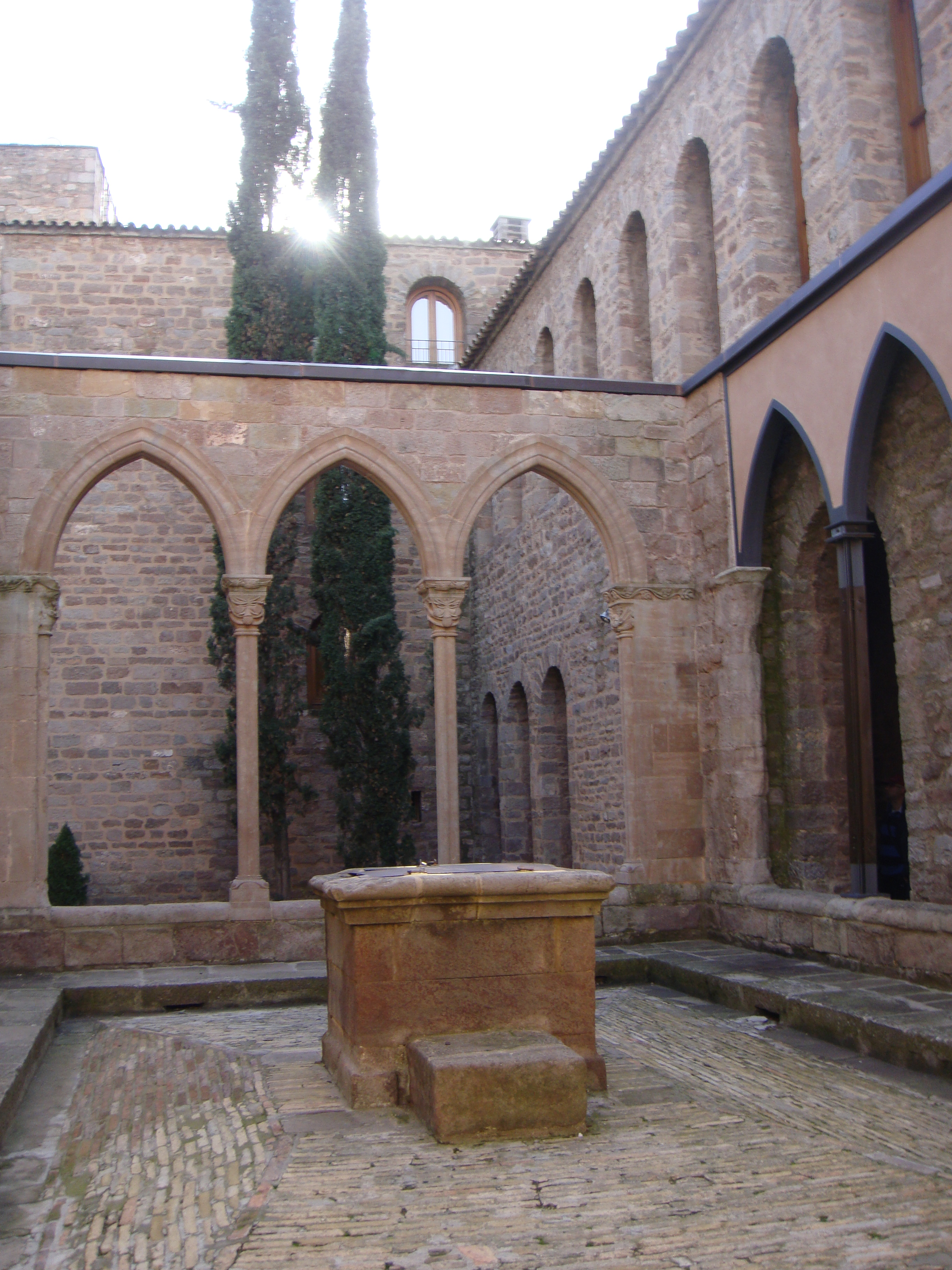
Hertoglijke binnenkoer
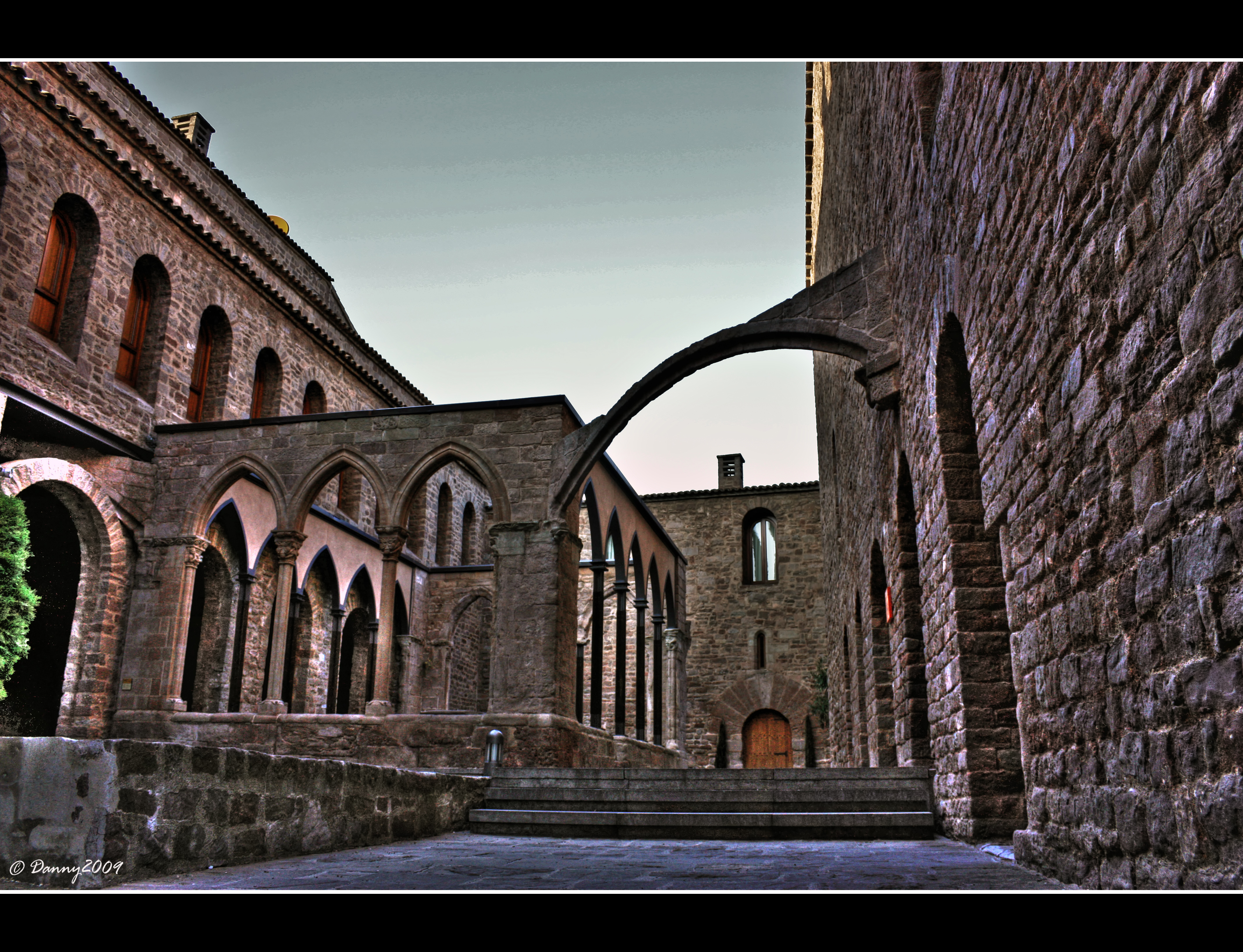
Voormalige kloostergang
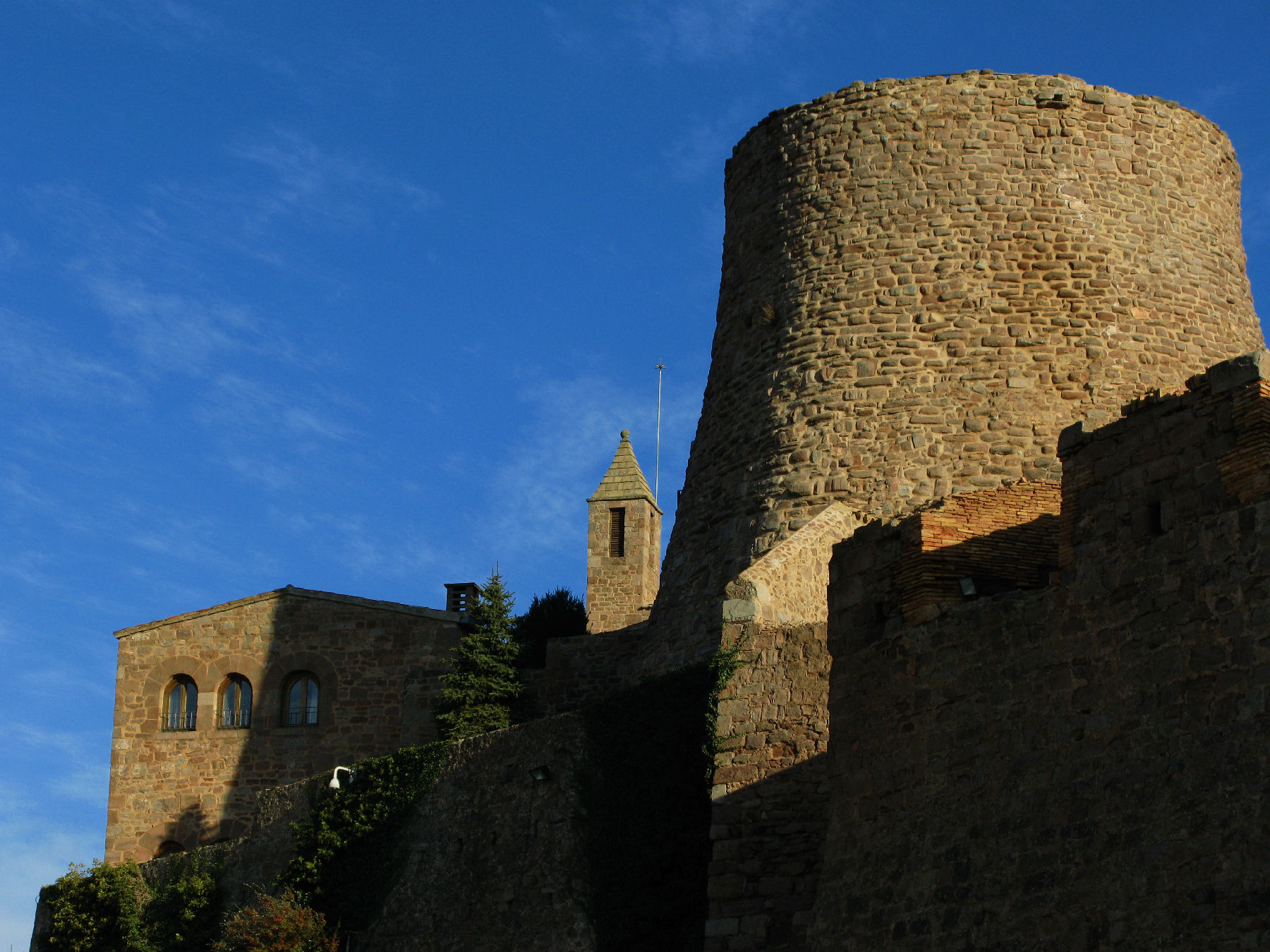
Torre de la minyona
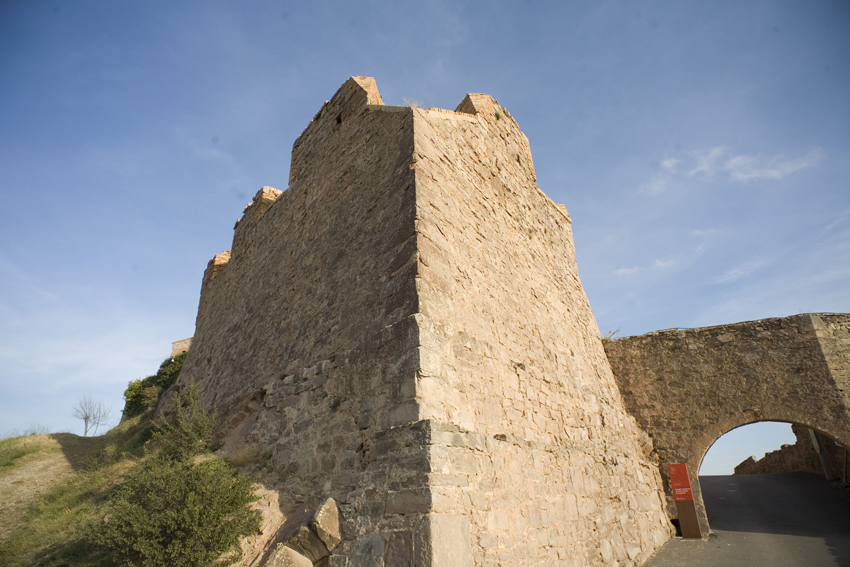
Verdedigngstoren
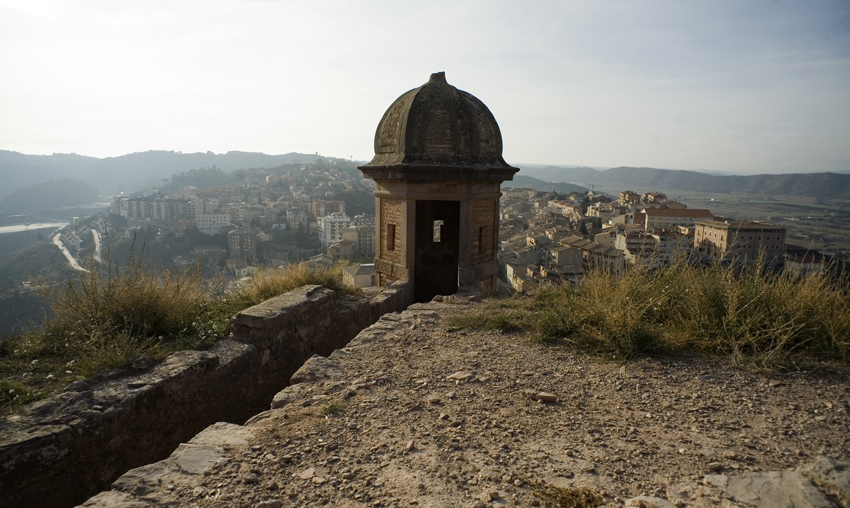
18de-eeuwse wachttoren
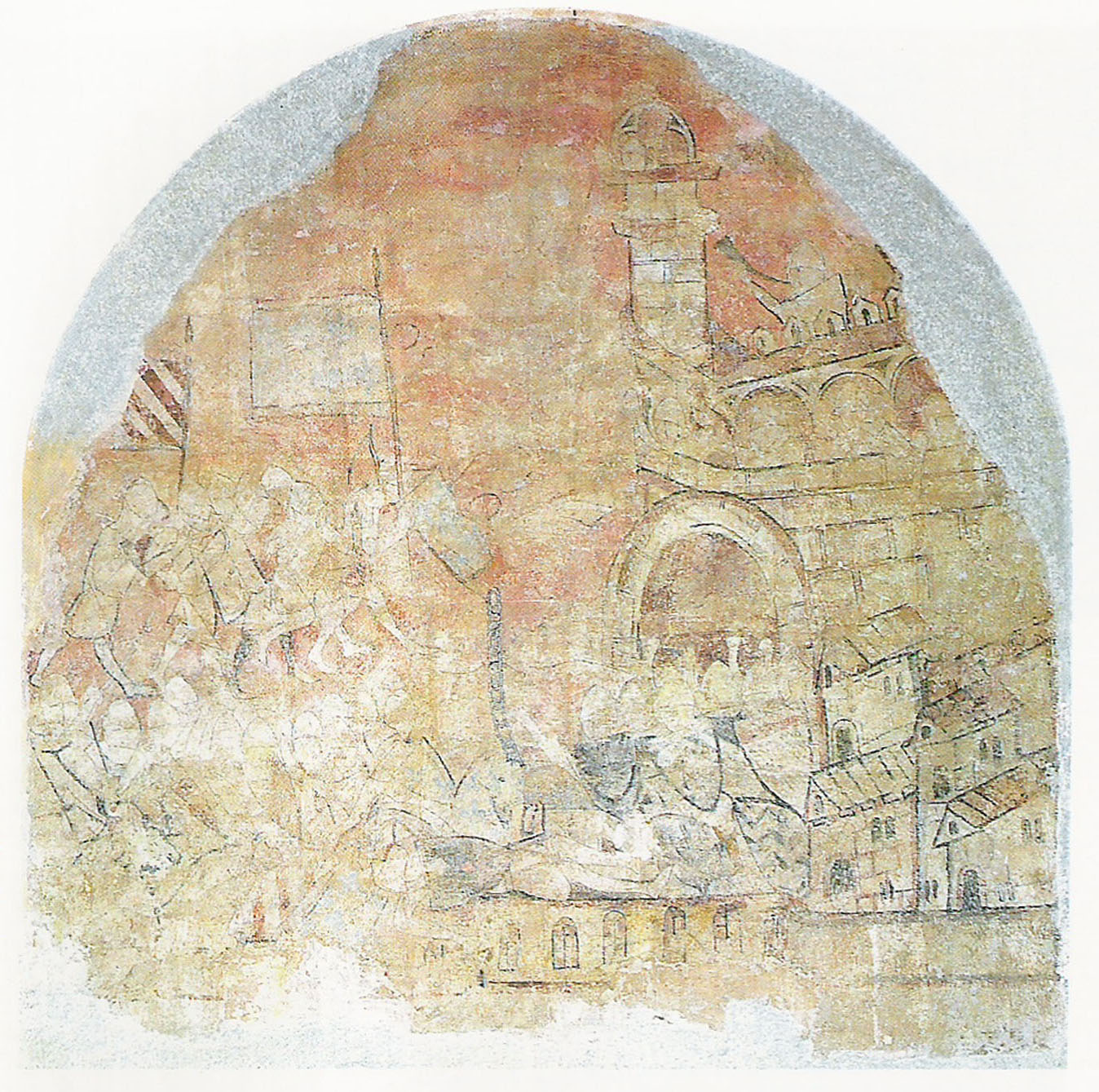
Fresco over de belegering van Girona in 1285
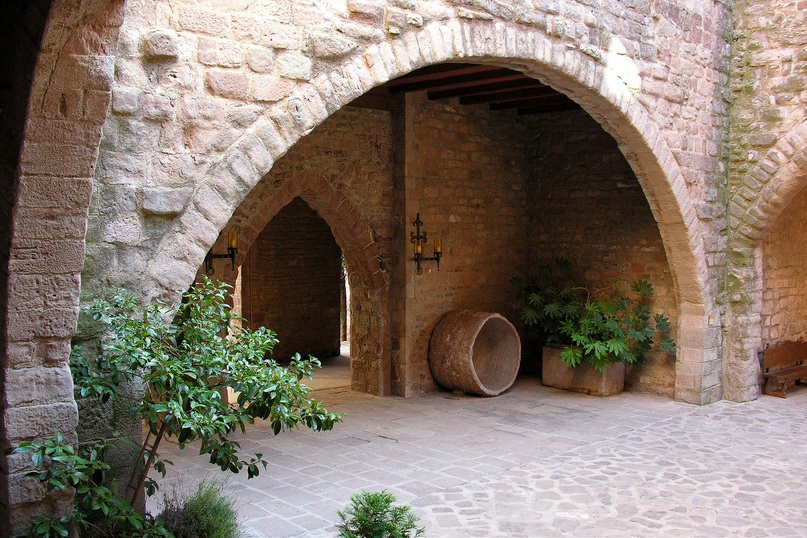
Vroeggotische boog
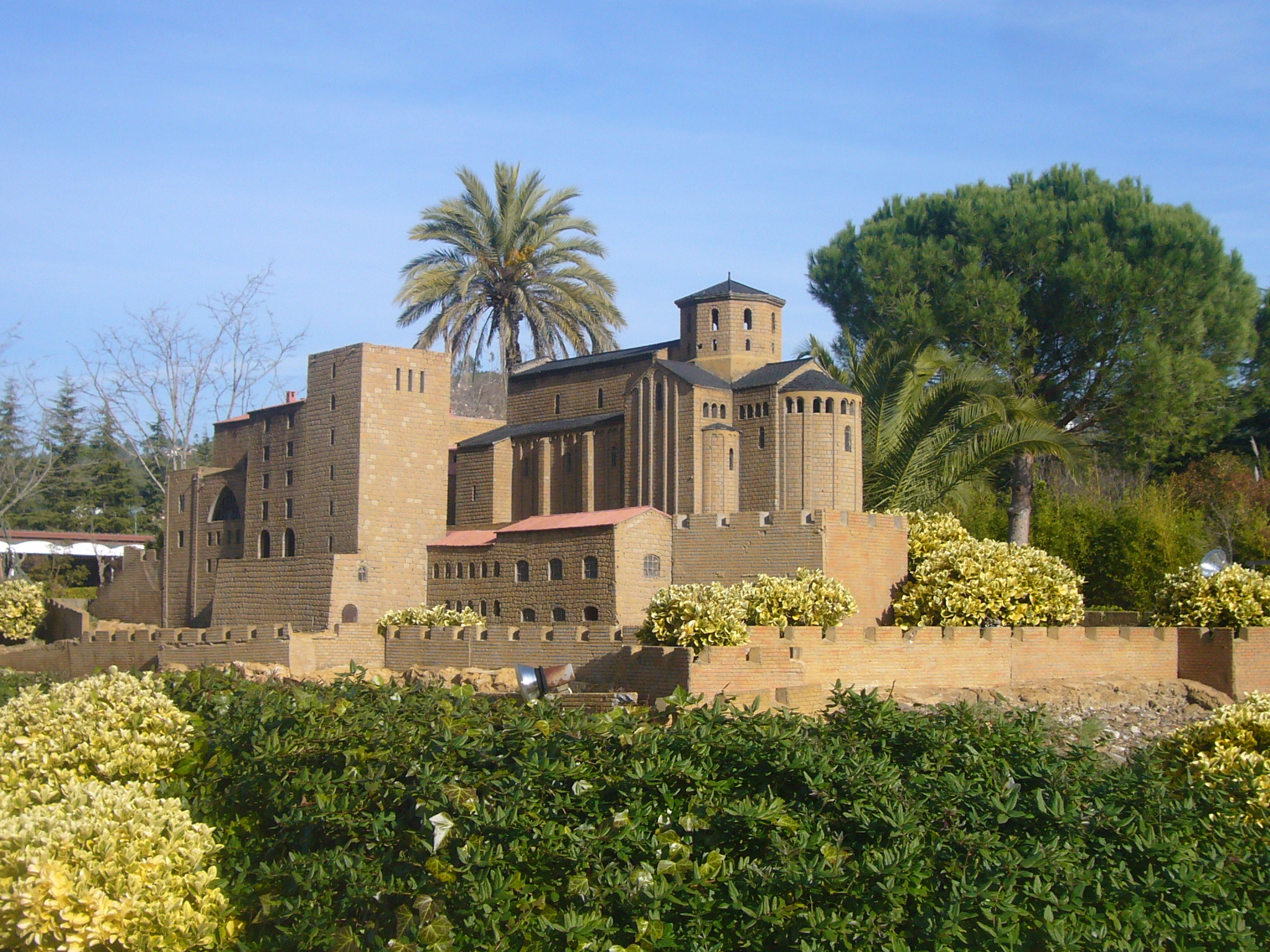
Maquette in Catalunya en Miniatura